# Ekkehard Schulz

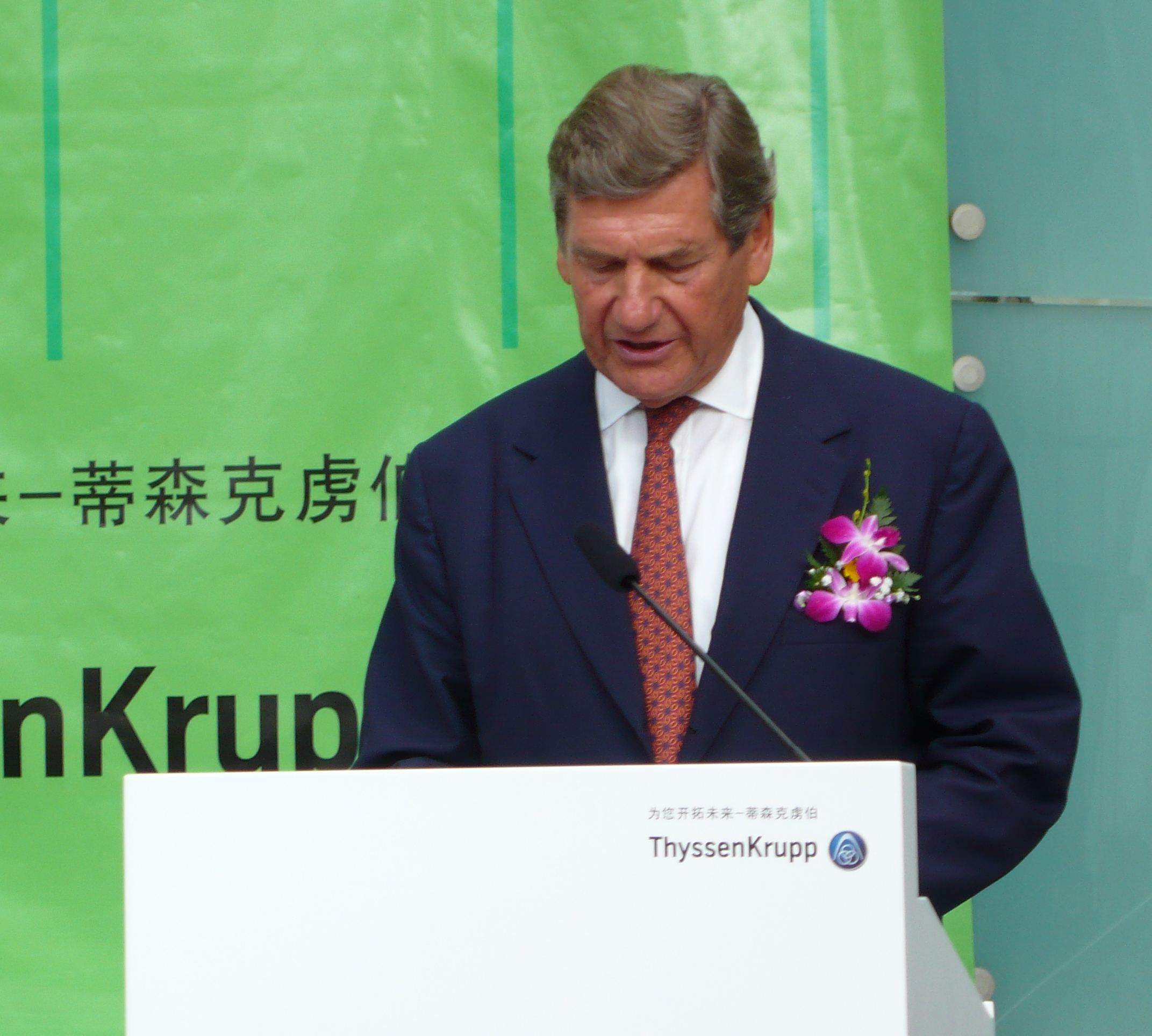
Ekkehard Schulz.

Ekkehard D. Schulz, född 24 juli 1941 i Bromberg (nuvarande Bydgoszcz i Polen), är en tysk företagsledare.
Han har varit VD för ThyssenKrupp och ordförande i styrelsen för det tyska lastbils- och verkstadsindustriföretaget MAN AG i München.